# J.J. Johnson
James Louis Johnson (Indianapolis, 22 januari 1924 - aldaar, 4 februari 2001) was een Amerikaanse jazztrombonist, componist en arrangeur.

## Biografie
Tussen de 9- en 11-jarige leeftijd leerde Johnson piano spelen bij een kerkorganist. Op 14-jarige leeftijd wisselde hij naar de trombone. In 1941/1942 toerde hij met bands onder leiding van Clarence Love en Isaac Snookum Russell, wiens trompettist Fats Navarro grote invloed had op Johnsons speelwijze. Van 1942 tot 1945 was Johnson lid van het Benny Carter Orchestra, waarmee hij toerde en in talrijke radioshows speelde. Hij stuurde hier en daar ook enkele arrangementen bij. Zijn eerste opgenomen solo was in 1943 met Love For Sale. Tot mei 1945 speelde Johnson bij Count Basie, grotendeels in New York, waarnaar hij midden 1946 verhuisde om de volgende jaren met kleine bands in diverse clubs te spelen met bop-grootheden als Bud Powell, Max Roach, Miles Davis, Fats Navarro, Charlie Parker en Dizzy Gillespie. Met het nonet van Davis was hij betrokken bij de opname van Birth of the Cool.
Met Oscar Pettifords band toerde Johnson in 1951 door Korea, Japan en de zuidelijke Grote Oceaan. In 1952 toerde hij met een Allstar-band, waartoe ook Miles Davis behoorde. Naar aanleiding van de verslechterende eigen financiële situatie werkte Johnson als inspecteur bij de Sperry Gyroscope Company en trad hij tijdens deze periode slechts sporadisch op. In augustus 1954 formeerde Johnson samen met de trombonist Kai Winding het duo Jay and Kai, dat ingebed in een kwintet tot 1956 actief zou blijven en uitermate succesvol zou zijn en zodoende Johnson bekend zou maken bij een breder publiek. Naast de intussen bereikte reputatie als leidend jazztrombonist trok hij nu ook door zijn third stream-compositie Poem for Brass (alias Jazz Suite for Brass) de aandacht naar zich toe als arrangeur. Veel van zijn georkestreerde werken bevatten zowel fuga-passagen en koorachtige 'out of tempo'-elementen als ook conventionele swing-fasen.
Na de ontbinding van Jay and Kai leidde Johnson zijn eigen kwintet tot aan de zomer van 1960, toerde hij door Europa en componeerde hij groot aangemaakte werken als El camino real en Sketch for Trombone and Band, die in 1959 werden opgevoerd bij het Monterey Jazz Festival. Bijkomstig onderwees hij aan de Lenox School of Jazz in Massachusetts en schreef hij de nieuwe third stream-compositie Perceptions voor Dizzy Gillespie.
Door de jaren 1960 combineerde Johnson zijn carrières als trombonist en arrageur/componist. Hij speelde met de Miles Davis Band (1961/62), formeerde zijn eigen band en leidde tijdens een Japanse tournee een eigen sextet met onder andere Clark Terry en Sonny Stitt. Tot 1967 componeerde hij voor de MBA muziek in New York.
In 1970 verhuisde hij naar Los Angeles en schreef hij hoofdzakelijk film- en televisiemuziek. Zijn schaarse opnamen en optredens onderstreepten echter verder zijn betekenis als actieve trombonist. Enkele jaren na zijn terugkeer in zijn geboortestad Indianapolis (1987) speelde Johnson na het overlijden van zijn echtgenote Vivian, waaraan hij vervolgens een album wijdde, weer vaker. In 1988 speelde hij bijvoorbeeld in het New Yorkse Village Vanguard, waar hij van Slide Hampton een handtekeningenlijst van diverse trombonisten kreeg overhandigd als teken van erkenning voor zijn verdiensten voor de jazz.
Nadat hij in 1995 een laatste concert had gegeven in de Jazz Kitchen in Indianapolis, maakte hij in juni 1997 in DownBeat zijn terugtrekking uit de actieve muziekbusiness bekend om nog aan eigen composities en met Joshua Berret en Louis Bourgois III te werken aan zijn autobiografie The Musical World of J. J. Johnson.

## Betekenis
Johnson telt als belangrijkste na-oorlogse trombonist, die op talrijke trombonisten grote invloed had/heeft. Zijn vroege opnamen (ongeveer tot 1945) getuigen van een 'dikke' toon, een veeleer agressieve speelwijze en indrukwekkende beweeglijkheid en gelijken zonder twijfel nog op zijn vroege voorbeelden Lester Young, Roy Eldridge en Fred Beckett. 
Tijdens de jaren 1940 ontwikkelde Johnson een zulke snelheid en technische beheersing van het instrument, dat veel luisteraars van zijn platen toentertijd onbedoeld ervan uitgingen, dat Johnson speelde op de ventieltrombone. 

## Overlijden
Johnson leed de laatste jaren aan kanker. Op 4 februari 2001 schoot hij zichzelf dood. Johnson werd 77 jaar.

## Discografie
- 1947–1954: Jay And Kai (Savoy Records) met Hank Jones, Billy Bauer, Charles Mingus, Eddie Safranski, Kenny Clarke1953–1954:
- 1953–1954: The Eminent Jay Jay Johnson: Volume 1 & 2 (Blue Note Records) met Clifford Brown, Hank Mobley, Jimmy Heath, Wynton Kelly, John Lewis, Horace Silver, Paul Chambers, Percy Heath, Charles Mingus, Kenny Clarke (volgens Morton/Cook 'Een van de centrale documenten van de naoorlogse jazz')
- 1957: Live At The Cafe Bohemia (Fresh Sound) met Bobby Jaspar, Tommy Flanagan, Wilbur Little, Elvin Jones
- 1957–1960: The Trombone Master (Columbia) met Nat Adderley, Victor Feldman, Max Roach
- 1988: Live At The Village Vanguard (Emercy) met Ralph Moore, Stanley Cowell, Rufus Reid, Victor Lewis

## Compilatie
- 1996 The Complete CBS J. J. Johnson Small Group Sessions (1956–61) – (Mosaic) 11 lp's en 7 cd's met Bobby Jaspar, Hank Jones, Percy Heath, Elvin Jones, Wilbur Little, Tommy Flanagan, Paul Chambers, Max Roach, Nat Adderley, Albert Heath, Cedar Walton, Spanky DeBrest, Freddie Hubbard, Clifford Jordan, Arthur Harper, Victor Feldman, Sam Jones, Louis Hayes

## Filmografie
- 1971: Shaft
- 1972: Top of the Heap
- 1972: Across 110th Street
- 1973: Cleopatra Jones
- 1974: Willie Dynamite
- 1975: Starsky and Hutch (tv-serie)
- 1976–1978: The Six Million Dollar Man (tv-serie)
- 1979–1980: Buck Rogers (tv-serie)
- 1984–1985: Mickey Spillane's Mike Hammer (tv-serie)

- Bibsys: 1012101
- Biblioteca Nacional de España: XX888197
- Bibliothèque nationale de France: cb138956805 (data)
- CiNii: DA09410806
- Gemeinsame Normdatei: 122060989
- International Standard Name Identifier: 0000 0004 5890 7318
- Library of Congress Control Number: n84011598
- MusicBrainz: 33e50556-d4be-421b-a5d1-644bd536ec07
- Nationale bibliotheek van Australië: 35677373
- Nationale Bibliotheek van Israël: 987007421483705171
- Nederlandse Thesaurus van Auteursnamen: 098255959
- Réseau des bibliothèques de Suisse occidentale: 02-A003427790
- Istituto Centrale per il Catalogo Unico: TO0V225547
- LIBRIS: 282122
- SNAC: w6m332cb
- Système universitaire de documentation: 084287004
- Trove: 1038300
- Virtual International Authority File: 35119338
- WorldCat: E39PCjHck9XvfKPxYhX7JP9XcX